# Hällestrand
Hällestrand är en småort i Hogdals socken i Strömstads kommun i Västra Götalands län. Den ligger 5 kilometer norr om Strömstad vid viken Dynekilen. Orten har 128 invånare (2023).